# 퀀타피아
퀀타피아 주식회사(영어: QUANTAPIA)는 대한민국의 신재생에너지와 양자 이미지 센서 기업이다.

## 역사 및 현황
2004년 7월 미주제강의 레일사업부문을 인적 분할하여 설립되었으며 일경산업개발에서 코드네이처로 상호를 바꾸었다가 2023년 9월 22일 현재의 상호로 재변경하였다.

## 논란
2024년 회계처리기준 위반으로 인해 증권선물위원회의 검찰 고발을 받았으며, 벌금 및 과징금 처분을 받았다.